# 社区学院
社区学院，又稱社會大學，在地區、社区层次提供高等教育、职业教育和成人教育的教育机构。

## 概論
社区学院的学生，通常来自学校当地，一般获当地政府的财政支持。在1960年代，終身學習才開始被制度化，1965年12月的聯合國教科文組織的第三屆國際成人教育會議首度倡議「終身學習」一詞，聯合國教科文組織國際教育發展委員會的委員長法爾（Faure），也在1972年的《未來學習》報告書中指出「學習應為社會全體共享，是個體終身所需的歷程」。在聯合國教科文組織的推動下，改變了全球對終身教育的和終身學習的重視。

## 香港
香港的社區學院主要開辦高級文憑、副學士及毅進文憑課程，部分社區學院附屬於認可大學。因為學生人數減少，2011年起部分主力開辦副學士課程的社區學院被逼停辦。

### 開辦副學位或毅進課程的院校
- 香港大學專業進修學院保良局何鴻燊社區書院
- 香港大學附屬學院
- 東華學院
- 嶺南大學持續進修學院
- 香港浸會大學持續教育學院
- 香港專上學院（香港理工大學專業及持續教育學院）
- 香港中文大學專業進修學院
- 香港公開大學李嘉誠專業進修學院
- 香港伍倫貢學院（前身為香港城市大學專上學院）
- 明愛社區書院

### 已經停辦副學士的院校
- 香港三育書院[3]

### 已經關閉的院校
- 香港教育學院持續專業教育學院，由現稱香港教育大學成立的屬下社區學院，因收生不足而關閉[4]。
- 嘉諾撒聖心商學書院
- 香港中文大學－東華三院社區書院
- 嶺南大學社區學院
- 香港中伸書院

## 台灣
在台灣，社區大學依立法院所制訂的終身學習法設立執行，並有民間的社團法人全國社區大學促進會協助辦理。台北市文山社區大學成立於1998年9月28日，是台灣的第一所社區大學。1999年9月，永和社區大學在台北縣永和市成立。
致遠管理學院及稻江科技暨管理學院由於招生嚴重不足，於2008年9月奉教育部核准，開始轉型為以招收非應屆畢業生及社區人士為主的社區實用型大學。

### 背景
由於老年人口數量年年提升，銀髮族的教育、終身學習概念的提倡、「活到老，學到老」等議題逐漸浮現。社會教育提供平等的教育機會，提升民眾知識水準，有利於改善社會風氣，同時又能兼顧鄰里情誼。在許多人士的推動下，社區大學紛紛設立，成為社區的中心和連結社區與學校之間的橋梁。在這樣的社會背景之下，為了回應時代的變遷和社會的新需求，「社區學院」的規畫應運而生。1995年、1996年間，政府推動的「中華民國教育白皮書」以及「邁向學習社會白皮書」，同樣提及了許多有關「學校社區化、社區學校化」的概念。期望能開展一個符合教育機會均等的理念以及終身教育目標的新學習空間。

### 社區學院設置條例草案(立法院已無限期擱置此條例草案)
1999年4月19日，行政院將《社區學院設置條例草案》送交立法院審議，第一條就寫到「社區以促進國民中深教育，提供人文素養與技術職業專業知能，充實生活內涵，培育社區發展人才，從事社區服務，提升社區文化水準為宗旨」；而在第五條、第十六條以及第十九條寫到「社區學院設學程應具多元化、實用化以及生活化特色，以應終身發展以及社會發展需求」；甚至對其修業資格與期限作下列詳細的規章制定：
1. 二年制學程：提供相當於大學院校前兩年或專科學校二年制程度之教育。招收高級中等學校畢業或具同等學力者入學。修習期滿，修畢應修學分，成績合格者依學位授予副學士學位。
2. 短程學程：辦理人文與通識教育、技術職業教育、成人教育、社區教育以及休閒教育，提供適合社區民眾之課程。入學得不受學歷限制。另外，修習各項短期學程之學生，其修習學分經採認符合轉讀二年學制資格者，得轉任相關二年制學程。修業期滿，成績合格者，得應規定核發修業證明、學分證明或其他證明文件，並得經由認證取得相關層級的學歷或資格。

而第二十三條指出，「社區學院」應就學生能力、性向、興趣以及特殊需求，提供適當的輔導及措施，以協助其學習以及適性發展。

### 定義與功能
「社區學院」在台灣是一種兩年制或者短期制，並具有學分、學位承認的課程制度。介於高級中等教育與高等教育之間，招收學生除一般正規學生由高級中等教育機構進入外，更著重於一般大眾的成人進修教育。涵括了技術職業教育、補救加強教育、通識博雅教育、多元整合教育以及終身教育的概念。將以往非正式的進修、推廣課程納入一般的正規教育體系當中。因此「社區學院」其具備以下功能：
1. 增加入學管道：「社區學院」介於高級中等教育之後，包含銜接至高等教育的課程以及針對職業輔導的技職課程。對於學生來說是另一條通往未來的道路，不論是要繼續升學或者是要就業，都能舒緩學生的升學以及求職壓力。
2. 成人補救教育：短期制度裡不以學歷作為招生的限制條件，讓「社區學院」具有教育機會均等的理念，也讓許多從前無法順利求學的成人們，得以有機會補救他們的教育歷程，或者獲得一份更好的學歷，有助於自我發展。
3. 滿足老龄化社會：台灣也和美國、日本一樣邁入了人口老化的高齡化社會。生活周遭的年長者越來越多，作為一個學習者，他們對於知識的渴求也不比青壯年少；而作為一個教育者，如何將他們所學的技藝知識以及經驗傳承給給下一代，也同樣是需要關切的。而「社區學院」在地化的人力、學習資源取用，達到終身學習與教育的目標，更是滿足了高齡化社會的需求。
4. 促進社區發展：「社區學院」這種在社區耕耘、培育人才的學習組織，很容易就能凝聚起在地人的力量，使得社區居民得以學習到公民參與，同心協力的投入。
5. 學習資源有效利用：由於「社區學院」是一種多元化的學習場域，提供除了一般正規課程的內容還有如技職體系的課程以及成人的進修、補救課程。多數是已經了解自己不足之所在的學生，對於珍貴的學習資源這些學生具備更多的學習熱忱，當然有就能提高使用效率。

簡言之，「社區學院」將教育和社區結合在一起，把教育和社會資源結合在一起。是一種社區學習的典範。除此之外，其補充高級中等教育的不足，甚至能替代大學前兩年的教育。更重要的是「社區學院」實現了許多民眾希望就讀高等教育夢想。

### 台湾社区大学一览

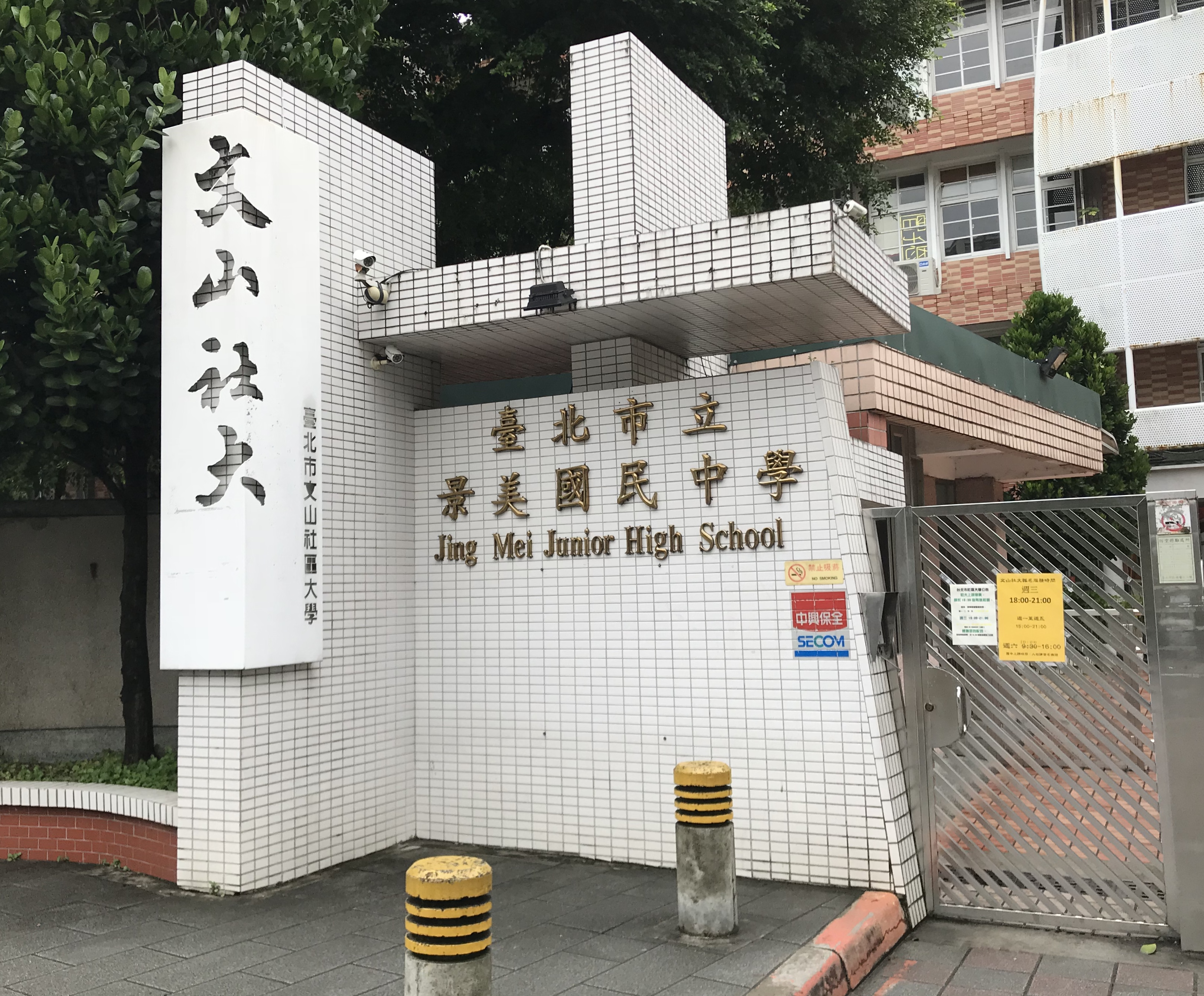
臺北市文山社區大學

台灣較具代表性的社區大學
- 臺北市文山社區大學
- 臺北市北投社區大學
- 臺北市松山社區大學
- 新北市永和社區大學
- 宜蘭縣宜蘭社區大學
- 宜蘭縣羅東社區大學
- 臺中市北屯社區大學
- 臺中市文山社區大學
- 雲林縣山線社區大學
- 台南市台南社區大學
- 台南市新化社區大學
- 台南市新營社區大學
- 高雄市第一社區大學
- 高雄市鎮港園社區大學
- 高雄市旗美社區大學
- 高雄市岡山社區大學
- 高雄市鳳山社區大學
- 屏東縣屏南社區大學
- 屏東縣屏北社區大學

## 外部連結
- （简体中文）西方国家“社区学院”的开放教育
- （繁體中文）社團法人社區大學全國促進會